# Severinweg 1–5, 7 (Quedlinburg)

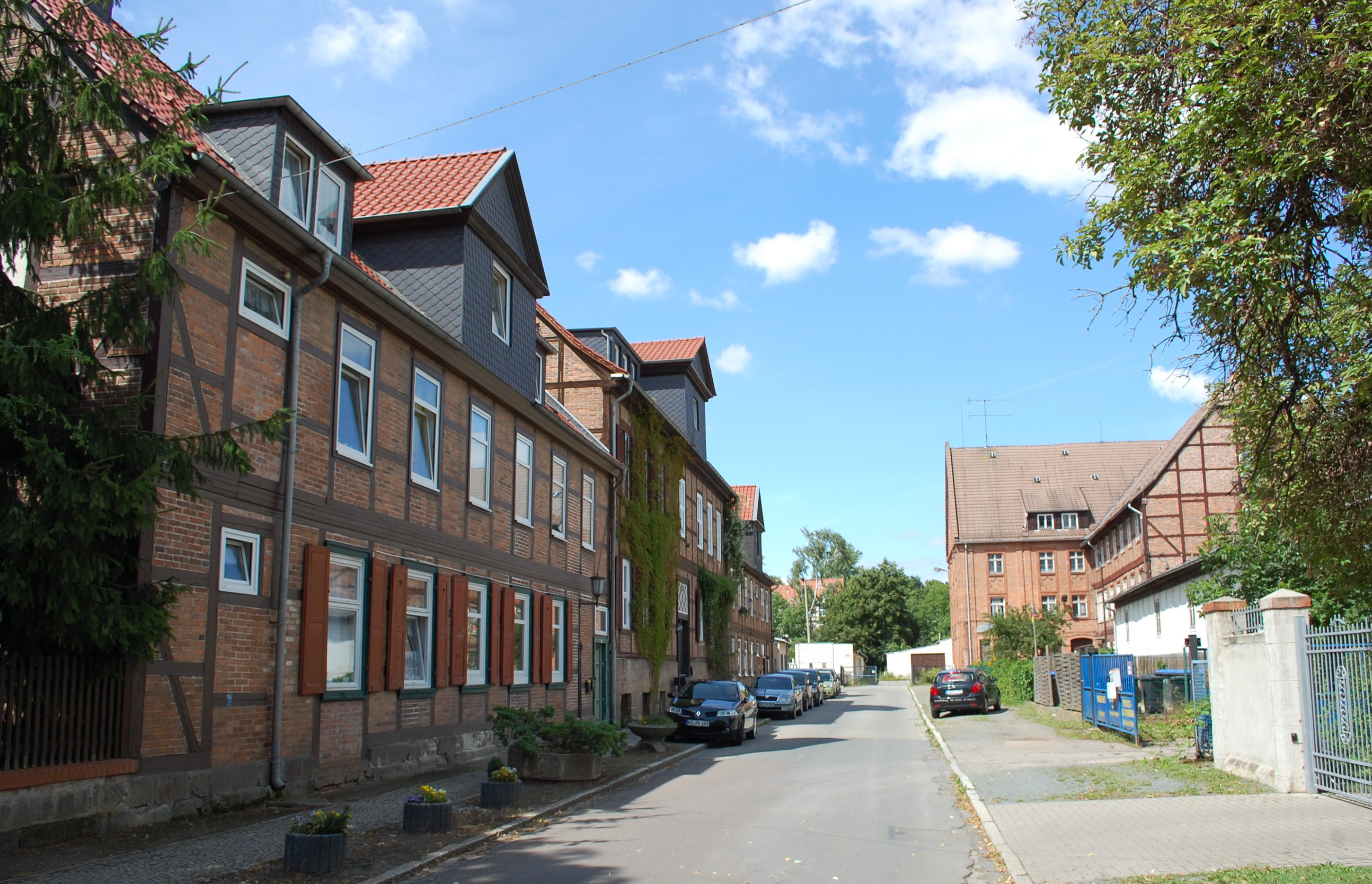
Severinweg 1–5, 7

Der Straßenzug Severinweg 1–5, 7 ist ein denkmalgeschützter Straßenzug in Quedlinburg in Sachsen-Anhalt.

## Lage
Der im Denkmalverzeichnis des Landes Sachsen-Anhalt eingetragene Straßenzug befindet sich nördlich der historischen Quedlinburger Innenstadt. Der Severinweg zweigt nach Norden von der Lindenstraße ab.

## Architektur und Geschichte
Der Straßenzug entstand vorstädtisch in der Nähe der ehemaligen Kleersmühle. Auf der Westseite befinden sich drei in der ersten Hälfte des 19. Jahrhunderts entstandene Fachwerkhäuser. Die beiden seitlichen Häuser sind dem mittleren Haus untergeordnet. Diese Anordnung erinnert an barocke Prinzipien. Die Fassaden sind im klassizistischen Stil streng symmetrisch gegliedert. Jedes der Häuser verfügt über ein großes Zwerchhaus. Die Gesimse sind profiliert. Oberhalb der Haustüren befinden sich große Oberlichter.
Auf der Rückseite der Häuser finden sich Reste eines bereits ursprünglich vorhandenen Gartens. Nach Süden zur Lindenstraße hin befindet sich eine aus Sandstein errichtete Mauer.
Auf der Westseite der Straße befindet sich das als Einzeldenkmal eingetragene ehemalige Fabrikgebäude der Carl Beck & Comp. Samenbau und Samengroßhandlung.
Der zunächst als Baudenkmal geführte Straßenzug, ist seit 2024 Denkmalbereich.